# أجهزة منزلية صغيرة

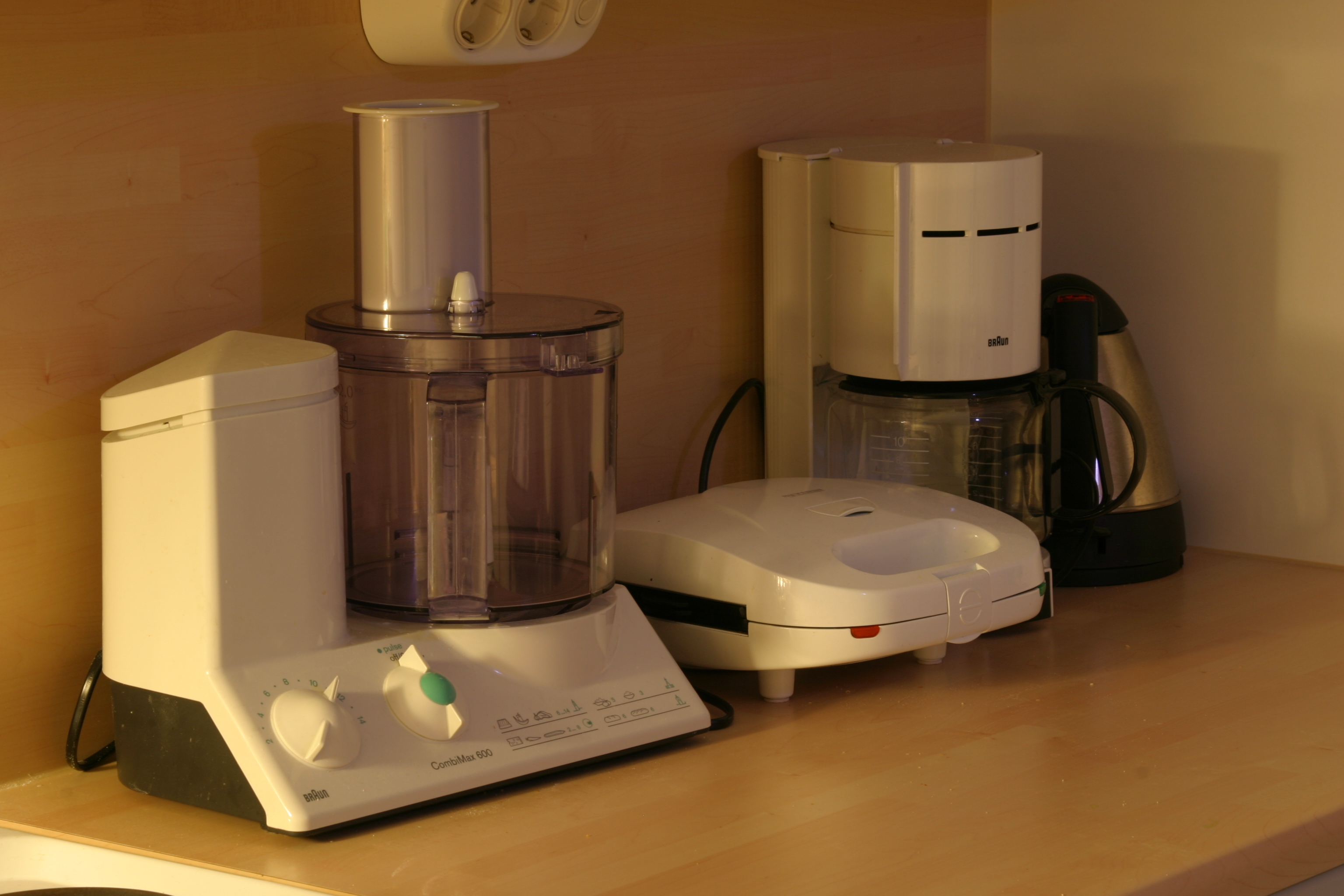
الأجهزة المنزلية الصغيرة في المطبخ

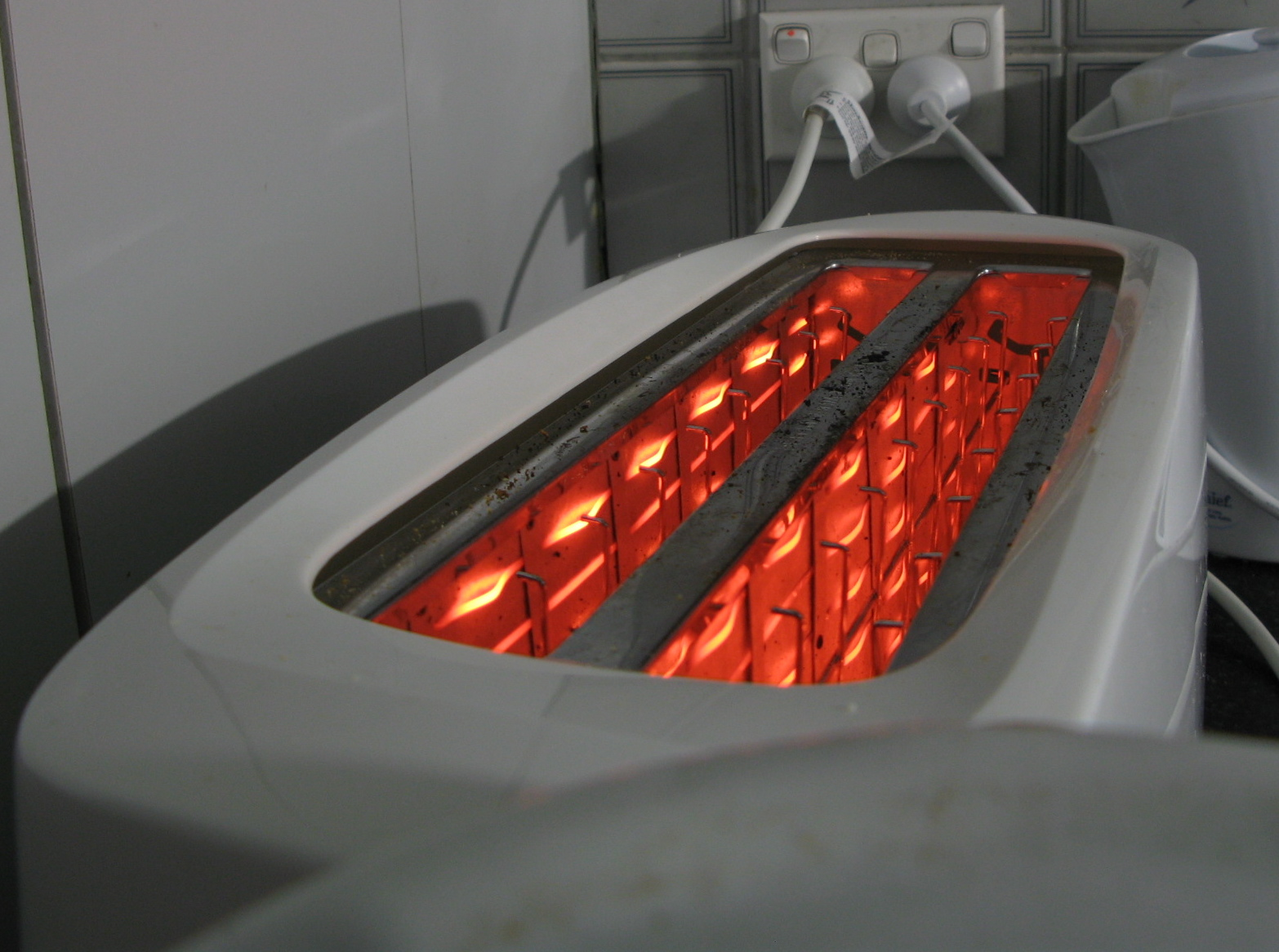
فتائل المتوهجة الخاصة بالمحمصة العصرية سعة أربع شرائح

تعد الأجهزة المنزلية الصغيرة أو السلع الإلكترونية(المصنوعة من الصناديق الخشبية والباكليت) آلات محمولة أو شبه محمولة، غالبًا ما تُستخدم على الطاولات أو المناضد أو غيرها من المنصات لإنجاز الأعمال المنزلية. من أمثلة السلع الإلكترونية: التلفاز والأجهزة اللاسلكية وأفران المايكروويف وماكينات صنع القهوة وأجهزة الكمبيوتر. في المقابل، لا يمكن نقل الأجهزة المنزلية الرئيسية أو الأجهزة المنزلية المعمرة (المصنوعة من طبقات خارجية مطلية بالمينا) بسهولة، وهي عادة ما توضع على الأرض كذلك. تشمل الأجهزة الرئيسية غسالة الصحون والثلاجة والفرن والغسالة والمجفف.
تهدف جميع الأجهزة المنزلية إلى تنفيذ المهمة أو التمكين من أدائها أو المساعدة في ذلك أو تغيير الحالة مثل رطوبة الغرفة. بهذه الطريقة، يمكن تحديد الفرق بينها وبين الأجهزة الكهربائية المحمولة الأخرى التي توفر الترفيه فقط. ويمكن استخدام بعض الأجهزة، التي عادةً لا تعتبر أجهزة منزلية، مثل المصابيح، كأجهزة منزلية إذا تم استخدامها للطهي أو لتسخين الطعام.

## الاستخدامات
تؤدي بعض الأجهزة المنزلية الصغيرة الوظيفة ذاتها أو ما شابهها مثل نظيراتها من الأجهزة الأكبر حجمًا. على سبيل المثال، يعدفرن المحمص من الأجهزة المنزلية الصغيرة التي تؤدي وظيفة مماثلة للفرن. لدى الأجهزة المنزلية الصغيرة نسخة منزلية ونسخة تجارية. يتم تصميم النسخة التجارية أو الصناعية لتُستخدم بشكل مستمر تقريبًا في المطاعم أو ما يماثلها من الأماكن الأخرى. عادةً ما تتصل الأجهزة المنزلية التجارية بقابس كهربائي، أكبر وأقوى، ولديها المزيد من الأجزاء التي بمقدور المستخدم صيانتها وتكلف الكثير.

## أنواع وأمثلة
- الطهي، مثل الطهي على لوح ساخن أو فرن ميكروويف
- التسخين، مثل السخان الكهربائي، والتبريد مثل، تكييف الهواء
- الإضاءة باستخدام المصابيح
- ماكينة صنع المشروبات مثل، آلة صنع القهوة وصانع الشاي المثلج

## الأسعار
يمكن أن تكون الأجهزة الصغيرة غير مكلفة مثل، فتاحة العلب أو آلة صنع القهوة التي لا تكلف سوى بضعة دولارات، أو مكلفة للغاية مثل، ماكينة صنع القهوة الإيطالية والتي قد تكلف آلاف الدولارات. تحتوي معظم المنازل على العديد من الأجهزة المنزلية الأرخص سعرًا مع عدد قليل من الأجهزة المنزلية المُكلفة مثل، فرن الميكروويف أو الخلاط.

## المحرك

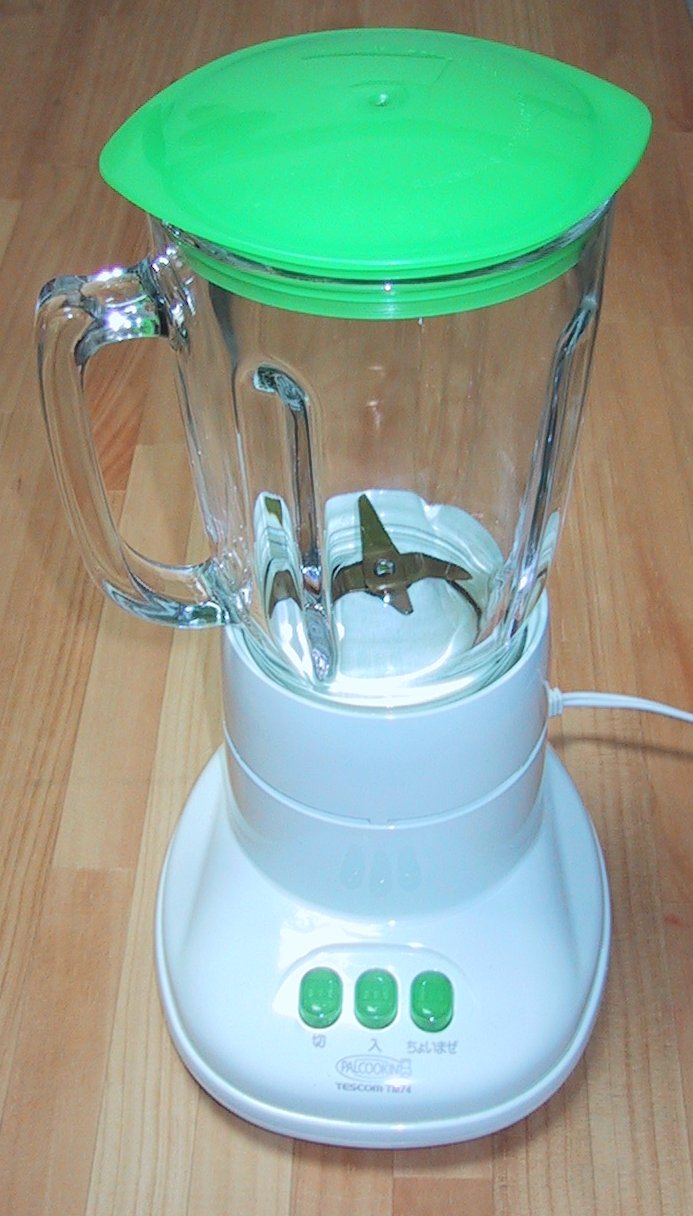
خلاط كهربائي

تعمل العديد من الأجهزة المنزلية الصغيرة بالطاقة الكهربائية. قد تستخدم الأجهزة المنزلية سلكًا مُرفقًا بشكل دائم حيث يتم توصيله بقابس في الحائط أو سلك ممكن فصله. قد تحتوي الأجهزة المنزلية على خاصية تخزين السلك. تستخدم القليل من الأجهزة المنزلية المحمولة باليد البطاريات التي قد تكون قابلة للشحن مرة أخرى أو غير قابلة للشحن. تحتوي بعض الأجهزة المنزلية على محرك كهربائي والتي يتم تثبيت مرفقات متعددة به، بحيث تتكون العديد من الأجهزة المنزلية المستقلة مثل، الخلاط أو معالج الطعام أو العصارة. تحتوي العديد من الخلاطات الرأسية على مرفقات يمكن أن تؤدي وظائف إضافية في حين أن وظيفته الرئيسية هي الخلط.
توجد القليل من الأجهزة التي تعمل بغازالجازولين البروبان للاستخدام في الحالات التي من غير المتوقع أن تتوفر فيها الكهرباء، لكن هذه الأجهزة عادةً ما تكون أكبر حجمًا وغير محمولة مثل أكثر الأجهزة المنزلية الصغيرة. عادةً ما يُشار إلى الأدوات التي تؤدي الوظيفة ذاتها التي تقوم بها الأجهزة المنزلية الصغيرة لكنها تُدار باليد بالأدوات أو المعدات، على سبيل المثال مفرمة اللحمة التي تُدار باليد.

## الأمان
قد تسبب الأجهزة المنزلية الصغيرة المعطوبة أو استخدامها بطريقة غير صحيحة أو استخدامها باستمرار الحرائق المنزلية وغيرها من الأضرار، أو قد تؤؤي البكتيريا إذا لم يتم تنظيفها بطريقة مناسبة. من المهم أن يقرأ المستخدم التعليمات بعناية، وأن يتم توصيل الأجهزة المنزلية التي تستخدم السلك المؤرض بالمقبس الأرضي. بسبب خطر الحريق، فإن بعض الأجهزة المنزلية لديها سلك قصير قابل للانفصال يتم توصيله بالجهاز مغناطيسيًا. إذا تم نقل الجهاز لمكان أبعد من طول السلك، فسيتم فصل السلك من الجهاز.

## وصلات خارجية
- الأجهزة المنزلية ذات معيار نجمة الطاقة (Energy Star)